# دونالد كامبل (سياسي)
دونالد كامبل (بالإنجليزية: Donald Campbell)‏ هو محامي ومهندس ورئيس تحرير صحيفة ومالك صحيفة ‏ وسياسي أسترالي وبريطاني (وحمل سابقاً جنسية المملكة المتحدة لبريطانيا العظمى وأيرلندا)، ولد في 16 سبتمبر 1866 في أستراليا، وتوفي في 21 أكتوبر 1945 في أستراليا. حزبياً، نشط في حزب العمال الأسترالي (فرع جنوب أستراليا) ‏. وقد انتخب عضو مجلس النواب جنوب أستراليا من الجمعية عن دائرة Electoral district of Victoria and Albert ‏ وقد انضم خلال فترته النيابية (3 نوفمبر 1906 – 9 فبراير 1912)  للكتلة البرلمانية حزب العمال الأسترالي (فرع جنوب أستراليا) ‏.